# Измайлов, Пётр Николаевич
Пётр Николаевич Измайлов (13 июня 1906, Казань — 28 апреля 1937, Новосибирск) — советский шахматист, мастер спорта СССР (1929). Инженер-геофизик.

## Биография
Из семьи священника.
С шахматами знакомится в пятнадцатилетнем возрасте в школьном шахматном кружке. После окончания школы живёт некоторое время в Казани. В 1926 году поступает в Томский университет на физико-математический факультет. Заканчивает его в 1931 году по специальности инженер-геофизик. В дальнейшем работает руководителем Кондомской микромагнитной партии в Хакасии. В 1933 году был переведён обратно в Томск на должность начальника геологической партии при Западно-Сибирском геологическом тресте. В 1928 году стал первым чемпионом РСФСР по шахматам. В 1935 году был лишён звания мастера спорта СССР по итогам квалификационной проверки ВСФК (всего было переведено в 1-ю категорию 13 бывших мастеров, согласно бюллетеню «Шахматисты России», 1989, № 1).
10 сентября 1936 года был арестован за «участие в контрреволюционной троцкистско-фашистской террористической организации», а 28 апреля 1937 года ему был оглашён смертельный приговор и в этот же день он был расстрелян.
Был женат на Галине Ефимовне Козьминой, которая 8 лет провела на Колыме как «жена врага народа». Реабилитирован в 1956 году. У семьи был сын Николай.
В Томске с 1997 года проводятся мемориалы Петра Измайлова, его именем назван городской шахматный клуб.

## Спортивные достижения
| Год  | Город       | Турнир                                                                  | +   | −   | =   | Результат                    | Место |
| ---- | ----------- | ----------------------------------------------------------------------- | --- | --- | --- | ---------------------------- | ----- |
| 1922 |             | Чемпионат Казани                                                        |     |     |     | из                           |       |
| 1923 |             | Чемпионат Казани                                                        |     |     |     | из                           | 2     |
| 1924 |             | Первенство Поволжья                                                     | 4   | 0   | 5   | 6½ из 9                      | 1     |
|      | Москва      | Турнир городов                                                          |     |     |     | 6 из 15                      | 8-11  |
|      | Омск        | Чемпионат Омска                                                         |     |     |     | из                           |       |
| 1925 | Казань      | 2-й Поволжский турнир                                                   | 7   | 1   | 2   | 8 из 10                      | 2     |
| 1926 | Новосибирск | Чемпионат Сибири                                                        | 15  | 2   | 1   | 15½ из 18                    | 1     |
|      |             | Чемпионат Омска                                                         |     |     |     | 9½ из 13                     | 2     |
| 1927 |             | Чемпионат Сибири                                                        | 5   | 2   | 1   | 5½ из 9                      | 3     |
|      | Томск       | Первенство Томска                                                       |     |     |     |                              | 2     |
| 1928 |             | Чемпионат Сибири                                                        | 6   | 0   | 2   | 7 из 8                       | 1—2   |
|      |             | Дополнительный матч с П. Комаровым                                      | 2   | 0   | 0   | 2 из 2                       |       |
|      | Томск       | Первенство Томска                                                       |     |     |     | 12 из 13                     | 1     |
|      | Москва      | 3-й чемпионат РСФСР                                                     | 8   | 1   | 4   | 10 из 13                     | 1     |
| 1929 | Ленинград   | Первенство Ленинградской области (вне конкурса)                         | 6   | 1   | 2   | 7 из 9                       | 2     |
|      | Одесса      | 6-й чемпионат СССР Четвёртая предварительная группа 1-й полуфинал Финал | 4 2 | 2 0 | 2 3 | 5 из 8 3½ из 5 Не участвовал | [ 6 ] |
| 1931 | Москва      | Полуфинал 7-го чемпионата СССР (группа № 4)                             | 3   | 2   | 4   | 5 из 9                       | 4     |
| 1934 |             | Чемпионат Томска                                                        |     |     |     | 10½ из 12                    | 1     |
| 1935 |             | Чемпионат Сибири                                                        |     |     |     | из                           | 1     |
|      |             | Полуфинал чемпионата РСФСР                                              |     |     |     | из                           | 6—7   |
| 1936 | Ленинград   | Всесоюзный турнир I категории памяти Л. Я. Савицкого                    | 4   | 3   | 7   | 7½ из 14                     | 6     |